# Megachoriolaus ignitus
Megachoriolaus ignitus là một loài bọ cánh cứng trong họ Cerambycidae.